# Джон Туртурро
Джон Туртурро (англ. John Turturro; 28 лютого 1957) — американський актор. Володар призу за найкращу чоловічу роль Каннського кінофестивалю (фільм «Бартон Фінк», 1991).

## Біографія
Джон Туртурро народився 28 лютого 1957 року в Брукліні місто Нью-Йорк. Батько Ніколас Туртурро — будівельник-тесляр, мати Кетрін — джазова співачка. Джон ріс у родині разом з двома братами — Ральфом та Ніколасом. Навчався на акторському факультеті в університеті штату Нью-Йорк, а потім в Єльському університеті.

## Кар'єра
Першою роботою в кіно для Туртурро стала епізодична роль в картині Мартіна Скорсезе — «Скажений бик». Наступну роль Джон зіграв у виставі «Денні і глибоке синє море» знаменитого драматурга Джона Патріка Шенлі у 1983 році. За неї він отримав престижну премію «Obie Award». У 1984 році дебютував на Бродвеї, в знаменитій постановці «Смерть комівояжера». 
Знімався у таких фільмах, як «Ханна і її сестри» (1986) Вуді Аллена, «Колір грошей» (1986) Мартіна Скорсезе. Зіграв ролі у фільмах братів Коенів «Перехрестя Міллера» (1990), «Бартон Фінк» (1991), «Великий Лебовські» (1998), «О, де ж ти, брате?» (2000). У Спайка Лі знявся в таких фільмах, як «Роби, як треба» (1989) «Блюз про краще життя» (1990), «Тропічна лихоманка» (1991), «Дівчина № 6» (1996), «Його гра» (1998), «Криваве літо Сема» (1999) і «Вона ненавидить мене» (2004).

## Особисте життя
У 1985 році Джон Туртурро одружився з Кетрін Боровіц, у них народилося двоє синів: Амедео (1990) та Дієго (2000)

## Фільмографія

### Кінофільми
| Рік  |    | Українська назва                | Оригінальна назва                       | Роль                           |
| ---- | -- | ------------------------------- | --------------------------------------- | ------------------------------ |
| 1980 | ф  | Скажений бик                    | Raging Bull                             | людина за столом               |
| 1984 | ф  |                                 | Exterminator 2                          | перший чоловік                 |
| 1984 | ф  | Хлопець із "Фламінго"           | The Flamingo Kid                        | Тед                            |
| 1985 | ф  | Відчайдушно шукаю Сьюзен        | Desperately Seeking Susan               | Рей                            |
| 1985 | ф  | Жити і померти в Лос-Анджелесі  | To Live and Die in L.A.                 | Карл Коді                      |
| 1986 | ф  | Ханна та її сестри              | Hannah and Her Sisters                  | Письменник                     |
| 1986 | ф  | Колір грошей                    | The Color of Money                      | Джуліан                        |
| 1986 | ф  | Ентузіаст                       | Gung Ho                                 | Віллі                          |
| 1986 | ф  |                                 | Off Beat                                | Пеппер                         |
| 1987 | ф  | П'ять кутів                     | Five Corners                            | Хейнц                          |
| 1987 | ф  | Сицилієць                       | The Sicilian                            | Пішотта                        |
| 1989 | ф  | Роби як треба                   | Do the Right Thing                      | Піно                           |
| 1990 | ф  |                                 | Catchfire                               | Пінелла                        |
| 1990 | ф  |                                 | State of Grace                          | Нік                            |
| 1990 | ф  |                                 | Mo' Better Blues                        | Мо Флетбуш                     |
| 1990 | ф  | Перехрестя Міллера              | Miller's Crossing                       | Берні Бернбаум                 |
| 1991 | ф  |                                 | Men of Respect                          | Майк                           |
| 1991 | ф  | Тропічна лихоманка              | Jungle Fever                            | Полі Карбоні                   |
| 1991 | ф  | Бартон Фінк                     | Barton Fink                             | Бартон Фінк                    |
| 1992 | ф  |                                 | Mac                                     | Нікколо Вітеллі                |
| 1992 | ф  |                                 | Brain Donors                            | Роланд Т. Флакфізер            |
| 1993 | ф  |                                 | Being Human                             | Люцинія                        |
| 1993 | ф  | Безстрашний                     | Fearless                                | Білл Перлман                   |
| 1994 | ф  | Телевікторина                   | Quiz Show                               | Герберт Стемпель               |
| 1994 | ф  |                                 | The Search for One-eye Jimmy            | Disco Bean                     |
| 1995 | ф  |                                 | Search and Destroy                      | Рон                            |
| 1995 | ф  |                                 | Unstrung Heroes                         | Сідні Лідц                     |
| 1995 | ф  |                                 | Clockers                                | детектив Ларрі Мазілла         |
| 1996 | ф  |                                 | Girl 6                                  | Мюррей                         |
| 1996 | ф  | Місячна скринька                | Box of Moonlight                        | Al Fountain                    |
| 1996 | ф  |                                 | Grace of My Heart                       | Джоел Мілнер                   |
| 1997 | ф  | Темні конячки                   | Lesser Prophets                         | Леон                           |
| 1997 | ф  | Перемир’я                       | The Truce                               | Прімо Леві                     |
| 1998 | ф  | Іллюмінаті                      | Illuminata                              | Туччо                          |
| 1998 | ф  | Шулери                          | Rounders                                | Джоуї Книш                     |
| 1998 | ф  | Його гра                        | He Got Game                             | Біллі Сандей                   |
| 1998 | ф  |                                 | OK Garage                               | Джонні                         |
| 1998 | ф  | Великий Лебовські               | The Big Lebowski                        | Ісус Кінтана                   |
| 1999 | ф  |                                 | Summer of Sam                           | Гарві                          |
| 1999 | ф  | Колиска буде гойдатися          | Cradle Will Rock                        | Альдо Сільвана                 |
| 2000 | ф  | О, де ж ти, брате?              | O Brother, Where Art Thou?              | Піт                            |
| 2000 | ф  | Людина, яка плакала             | The Man Who Cried                       | Данте Домініо                  |
| 2000 | ф  |                                 | Company Man                             | Крокер Джонсон                 |
| 2000 | ф  | Захист Лужина                   | The Luzhin Defence                      | Лужин                          |
| 2001 | ф  | Мавпяча кістка                  | Monkeybone                              | мавпяча кістка (озвучення)     |
| 2001 | ф  | Тринадцять бесід про одне       | Thirteen Conversations About One Thing  | Волкер                         |
| 2002 | ф  | Мільйонер мимоволі              | Mr. Deeds                               | Еміліо Лопес                   |
| 2002 | ф  | Відшкодування збитків           | Collateral Damage                       | Шон Армстронг                  |
| 2003 | ф  | Страх «Ікс»                     | Fear X                                  | Гаррі                          |
| 2003 | ф  | Управління гнівом               | Anger Management                        | Чак                            |
| 2004 | ф  | Вона ненавидить мене            | She Hate Me                             | Дон Анджело Бонасеро           |
| 2004 | ф  | Таємне вікно                    | Secret Window                           | Джон Шутер                     |
| 2005 | ф  | Любов і сигарети                | Romance and Cigarettes                  | танцюрист                      |
| 2006 | ф  | Кілька днів у вересні           | Quelques jours en septembre             | Вільям Пунт                    |
| 2006 | ф  | Хибна спокуса                   | The Good Shepherd                       | Рей Брокко                     |
| 2007 | ф  | Трансформери                    | Transformers                            | Сеймур Сіммонс                 |
| 2007 | ф  | Вихор                           | Slipstream                              | Гарві Брікмен                  |
| 2007 | ф  | Різдвяна історія                | Joulutarina                             | Іісаккі (англ. дубляж)         |
| 2008 | ф  | Що тут сталося                  | What Just Happened                      | Дік Белл                       |
| 2008 | ф  | Не займайте Зохана              | You Don't Mess with the Zohan           | Фатуш «Фантом» Гакбарах        |
| 2008 | ф  | Диво святої Анни                | Miracle at St. Anna                     | детектив Антоніо «Тоні» Річчі  |
| 2009 | ф  | Захоплення підземки 123         | The Taking of Pelham 1 2 3              | лейтенант Камонеті             |
| 2009 | ф  | Трансформери: Помста полеглих   | Transformers: Revenge of the Fallen     | Сеймур Сіммонс                 |
| 2010 | ф  | Лускунчик і Щурячий Король      | The Nutcracker in 3D                    | Щурячий Король                 |
| 2011 | мф | Тачки 2                         | Cars 2                                  | Франческо Вертутті (озвучення) |
| 2011 | ф  | Трансформери: Темний бік Місяця | Transformers: Dark of the Moon          | Сеймур Сіммонс                 |
| 2013 | ф  | Згасаючий жиголо                | Fading Gigolo                           | Фіораванте                     |
| 2013 | ф  | Боги поводяться погано          | Gods Behaving Badly                     | Аїд                            |
| 2014 | ф  | Божа кишеня                     | God's Pocket                            | Артур Капеціо                  |
| 2014 | ф  | Вихід: Боги та царі             | Exodus: Gods and Kings                  | Сеті I                         |
| 2015 | ф  | Моя мати                        | Mia Madre                               | Баррі Гаггінс                  |
| 2015 | ф  | Нестійка погода                 | Tempo instabile con probabili schiarite | Ломбеллі                       |
| 2015 | ф  | Безглузда шістка                | The Ridiculous 6                        | Ебнер Даблдей                  |
| 2016 | ф  | Кам’яні кулаки                  | Hands of Stone                          | Френкі Карбо                   |
| 2017 | ф  |                                 | Landline                                | Алан Джейкобс                  |
| 2017 | ф  | Трансформери: Останній лицар    | Transformers: The Last Knight           | Сеймур Сіммонс                 |
| 2018 | ф  | Глорія Белл                     | Gloria Bell                             | Арнольд                        |
| 2019 | ф  |                                 | The True Adventures of Wolfboy          | містер Сілк                    |
| 2019 | ф  |                                 | The Jesus Rolls                         | Ісус Кінтана                   |
| 2022 | ф  | Бетмен                          | The Batman                              | Кармайн Фальконе               |
| 2022 | мф | Піноккіо                        | Pinocchio                               | Майстер Черрі (озвучення)      |
| 2024 | ф  | Сусідня кімната                 | La habitación de al lado                | Демієн                         |
| 2024 | ф  |                                 | The Cut                                 | Боз                            |

### Телебачення
| Рік       |   | Українська назва                  | Оригінальна назва        | Роль                                                            |
| --------- | - | --------------------------------- | ------------------------ | --------------------------------------------------------------- |
| 1985      | с | Поліція Маямі                     | Miami Vice               | Девід Трейнор (Епізод: "Rites of Passage")                      |
| 1988      | с |                                   | The Fortunate Pilgrim    | Ларрі (4 епізоди)                                               |
| 1994      | с | Суботнього вечора в прямому ефірі | Saturday Night Live      | гість (Епізод: "John Turturro / Tom Petty & the Heartbreakers") |
| 2002      | с | Фрейзер                           | Frasier                  | Ґрант (Епізод: "Don't Go Breaking My Heart")                    |
| 2004—2008 | с | Монк                              | Monk                     | Емброс Монк (3 епізоди)                                         |
| 2007      | с |                                   | The Bronx Is Burning     | Біллі Мартін (8 епізодів)                                       |
| 2016      | с | Одного разу вночі                 | The Night Of             | Джон Стоун (8 епізодів)                                         |
| 2019      | с | Ім'я рози                         | The Name of the Rose     | Вільям Баскервільський (8 епізодів)                             |
| 2020      | с | Змова проти Америки               | The Plot Against America | Рабин Лайонел Бенгельсдорф (6 епізодів)                         |
| 2022—2024 | с | Розрив                            | Severance                | Ірвінґ Бейліф (19 епізодів)                                     |
| 2024      | с | Містер і місіс Сміт               | Mr. & Mrs. Smith         | Ерік Шейн (Епізод: "Second Date")                               |